# Boljovchanka
Boljovchanka (en ruso: Болховчанка) es una variedad cultivar de ciruelo (Prunus domestica), de las denominadas ciruelas europeas,
una variedad de ciruela obtenida en el "Instituto Panruso de Investigación de Selección de Cultivos Frutales". Las frutas tienen un tamaño mediano, forma ovoide, color de piel verde, siendo la cubierta de color marrón burdeos con una capa cerosa media, y pulpa de color amarilla, tierna, jugosa, el jugo es incoloro, y su sabor es agridulce.

## Sinonimia
- "Болховчанка",
- "Boljovchanka".[3][5]

## Historia
'Bolhovchanka' es una variedad de ciruela que se obtuvo por el equipo de obtentores formado por A.F. Kolesnikova, G.B. Zhdanova, y T.A. Trofimova en el « Всероссийский НИИ селекции плодовых культур » ("Instituto Panruso de Investigación de Selección de Cultivos Frutales") mediante el cruce de las variedades 'Vengerka Severnaya' como "Parental Madre" x el polen de las variedades 'Iskra' + 'Tambovskiy Chernoslium' como "Parental Padre".
'Bolhovchanka' fué incluida en el "Registro Estatal de Rusia para la Región Central de la Tierra Negra" en 2006.

## Características
'Bolhovchanka' es un árbol de vigor medio, de hasta 2,5 m de altura. La copa es esférica, elevada y densa. La corteza del tronco y las ramas principales es lisa, gris, con lenticelas amarillas. Los brotes son medianos, rectos y de color púrpura; la coloración de la cubierta es intensa; la pubescencia es media; las lenticelas son medianas y estrechas. Las yemas son cónicas, puntiagudas, pequeñas y están muy pegadas al brote. La hoja es obovada, de punta corta y de color verde claro. El ápice de la hoja es gradualmente puntiagudo, la base es puntiaguda y el borde es serrado. La superficie del limbo es lisa, mate y plana. Las glándulas son pequeñas y simples. El pecíolo es mediano y pigmentado. La fructificación se produce en las ramitas de fruta.
Floración a mediados de temporada promedio del 10 al 12 de mayo. La inflorescencia tiene 3 flores. La corola está abierta y los pétalos son blancos y libres. El estigma del pistilo se encuentra más alto que las anteras. El cáliz es acampanado y los sépalos no son serrados. La variedad es auto estéril, siendo sus mejores polinizadores: 'Renclode Kolkhozny', y 'Rekord', entre otros.
'Bolhovchanka' tiene frutos de tamaño mediano siendo su peso promedio de 34,4 a 40,5 gr, de forma ovoides; el embudo de la fruta es poco profundo, la parte superior es redondeada, siendo La longitud del pedúnculo media; la fruta es tiene color verde, siendo la cubierta de color marrón burdeos con una capa cerosa media; la pulpa es amarilla, tierna, jugosa, el jugo es incoloro, y su sabor es agridulce. Las frutas contienen materia seca - 12,8%, azúcares - 7,4%, ácidos - 18,3%.
Hueso ovoide, con un peso de 1,4 g. Se separa bien de la pulpa.
Su tiempo de recogida de cosecha se inicia en su maduración de la segunda decena de agosto a la primera de septiembre.

## Cuidados
Relativamente resistente a la "clasterosporiosis". La variedad es de uso universal . Se puede utilizar en cultivo industrial y amateur, así como en selección ( resistencia invernal de los capullos florales, alto rendimiento ).

## Cultivo
Ventajas de la variedad: alta resistencia invernal de los botones florales, alto rendimiento.            
Desventajas de la variedad: falta de atractivo de apariencia, autoesterilidad.